# Pedro Paulo (político)
Pedro Paulo Carvalho Teixeira, conhecido como Pedro Paulo (Rio de Janeiro, ⁣29 de junho de 1972) é um economista e político brasileiro, filiado ao Partido Social Democrático (PSD). Já foi eleito deputado estadual e é deputado federal desde 2011 Tem defendido as emendas parlamentares como instrumento de política pública e uma forma de evitar o aumento de impostos.

## Biografia
Filho de um funcionário público e de uma professora, Pedro Paulo nasceu no Cachambi e cresceu em Jacarepaguá, em uma família de classe média, no Rio de Janeiro. É casado com a atriz Tatiana Infante e tem três filhos: Manuela, Matteo e Lucca.
Aos cinco anos de idade, sua família se mudou para a Taquara, em Jacarepaguá. A Zona Oeste, na época, era uma “nova cidade” surgindo e isso fascinou o pai de Pedro, que também começava a progredir na vida. Mas era sempre um final de semana na Taquara e outro no Cachambi ou em Del Castilho, nos almoços de fim de semana na casa dos tios.
Em 2001, tornou-se subprefeito da Barra e Jacarepaguá e um ano depois, assumiu o cargo de secretário municipal de Meio Ambiente do Rio de Janeiro durante o governo de César Maia.
Em 2006, foi eleito deputado estadual em sua primeira candidatura com 31.355 votos. Na Assembleia Legislativa do Estado do Rio de Janeiro, presidiu a Comissão de Saneamento Ambiental, e atuou como vice-presidente do Conselho de Ética.
Em 2010, candidatou-se a deputado federal, sendo eleito com 105.406 votos, para a 54.ª legislatura. Em 2014, foi reeleito deputado federal com 162.403 votos, para a 55.ª legislatura, sendo o sexto mais votado no Estado e o terceiro colocado na capital fluminense.
Em 2014, por ocasião das eleições presidenciais, surpreendeu a cúpula tucana telefonema que Aécio Neves recebeu de Pedro Paulo (então filiado ao PMDB-RJ) declarando que iria votar no tucano. Eduardo Paes (também então filiado ao PMDB-RJ) classificou tal situação como bacanal eleitoral.
Em 2015, assumiu o cargo de secretário executivo da Coordenação de Governo do Município do Rio de Janeiro.
O nome de Pedro Paulo, a partir do final de 2015, foi acusado de violência doméstica por sua ex-mulher, Alexandra Marcondes, no ano de 2010. Em entrevista à Folha de S. Paulo, o político teria supostamente admitido a agressão, atribuindo o caso a um episódio de descontrole durante uma discussão do casal.⁣, Entretanto, em agosto de 2016, a Procuradoria Geral da República pediu o arquivamento da denúncia contra o então deputado por falta de provas, acolhido pelo ministro do Supremo Tribunal Federal, Luiz Fux.
Em 2016, foi candidato à prefeitura do Rio de Janeiro pela coligação Juntos pelo Rio (PMDB, PDT, DEM, PP, Solidariedade, PSL, PTB, PT do B, PTC, PMN, PSDC, PEN, PROS, PRTB e PHS) e teve como vice na chapa a deputada Cidinha Campos, obtendo índices eleitorais insatisfatórios. Saiu da disputa ainda no primeiro turno, recebendo apenas 488.775 votos (16,12% do total).
Como deputado federal na 55.ª legislatura, votou a favor da admissibilidade do processo de impeachment de Dilma Rousseff. Já durante o Governo Michel Temer, votou a favor da PEC do Teto dos Gastos Públicos. Em abril de 2017 foi favorável à Reforma Trabalhista, inclusive em relação à terceirização irrestrita. Em agosto de 2017 votou contra o processo em que se pedia abertura de investigação do presidente Michel Temer.
O deputado encara as emendas parlamentares como vitais a saúde fiscal dos entes recebedores, em especial os Municípios. Também destacando a importância das emendas como um estímulo ao desenvolvimento social das cidades. Neste sentido, defende que é fato que as emendas estão se tornando o instrumento mais relevante no atendimento às políticas locais quando comparadas a outras transferências discricionárias.